# Ray Ellison
Raymond Ellison (sinh ngày 31 tháng 12 năm 1950) là một cầu thủ bóng đá người Anh thi đấu ở vị trí hậu vệ cho Sunderland.